# سرايا حيفا

## تعريف ومفهوم السرايا العثمانية في فلسطين
تُشير "السرايا" في السياق العثماني إلى المقار الحكومية الإقليمية، التي كانت تمثّل امتدادًا للفعل الإداري والسلطة المركزية داخل المدن والمحافظات الفلســـطينية تحت الحكم العثماني. تُستخدم الكلمة أحيانًا للدلالة على مقرات الحكام المحليين وشيوخ القبائل، وقد شغلت أدوارًا متعددة كنقطة تواصل بين الحكم المركزي والعشائر المحلية. 

## سرايا حيفا
هي واحدة من اثنى عشر مبنى سرايا في فلسطين التاريخية يعود تاريخ بناؤها إلى الحقبة العثمانية. تم تشييدها في وسط مدينة حيفا عام 1761 على يد حاكم الجليل ظاهر العمر. كانت للمبنى استخدامات إدارية وسياسية كبيرة في تلك الفترة، وفي عهد الانتداب البريطاني على فلسطين لاحقا حتى تاريخ قيام إسرائيل.
تجدر الإشارة إلى أن كل مباني السرايا في فلسطين التاريخية لا تزال قائمة إلا مبنى سرايا حيفا، حيث هدمته السلطات الإسرائيلية عام 1949 (السرايا الأخرى توجد في القدس، طبريا، عكا، الناصرة، بيسان، يافا، بئر السبع). 

## تاريخ

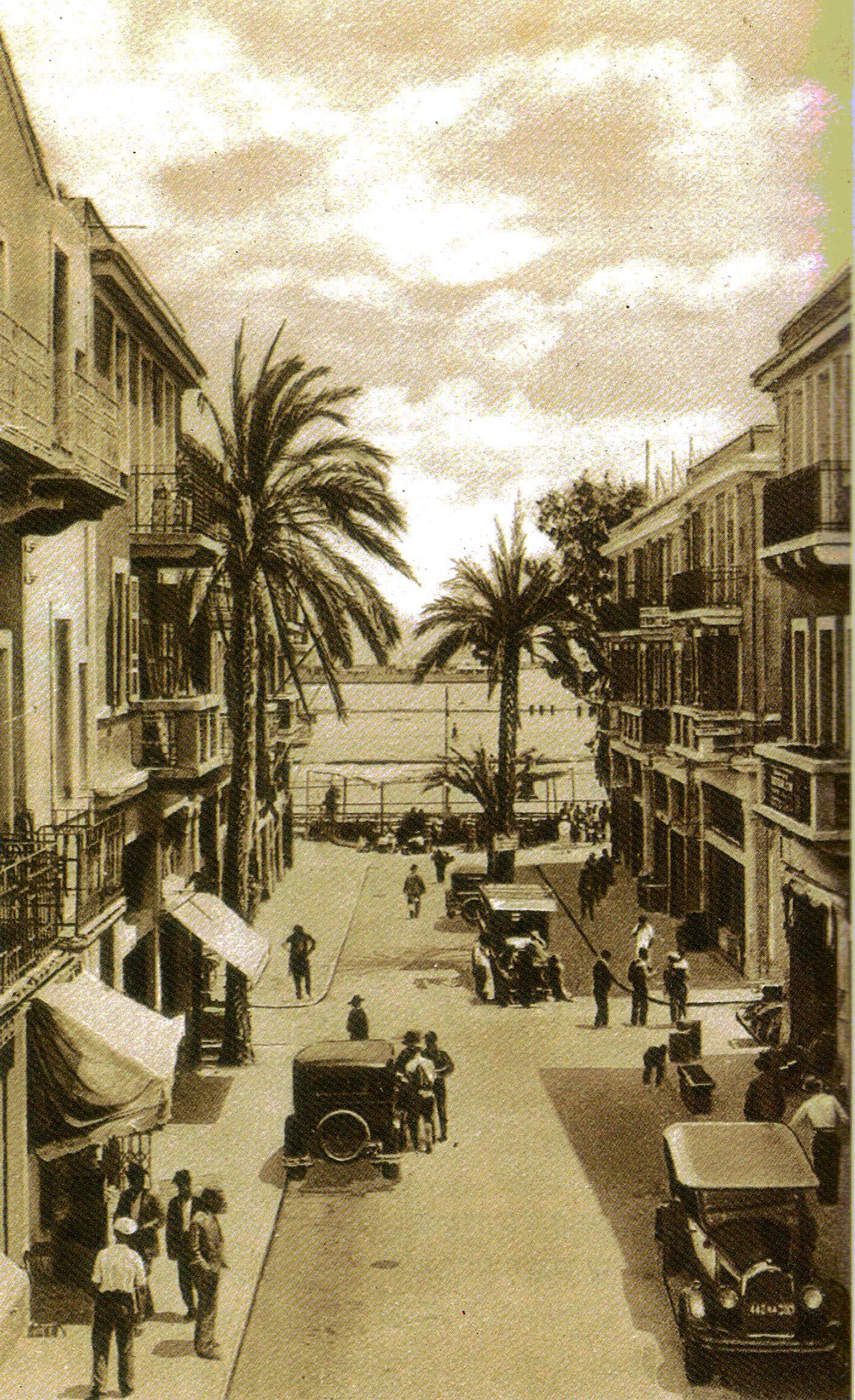
الوسط التجاري القديم لحيفا في العشرينات من القرن العشرين، حيث كان مبنى السرايا، والذي تعرض للتدمير بعد مشروع شيكمونا الإسرائيلي في 1949.

بنى السرايا الشيخ ظاهر العمر عندما بنى مدينة حيفا الجديدة في حدود العام 1761. وجعلها مقرًّا لحكم المدينة وإدارة شؤونها، كما أنها استعملت لوظائف أخرى كسجن المدينة. ولمّا وقعت حيفا تحت الاحتلال المصري أثناء حملة إبراهيم باشا على بلاد الشام في العام 1831 كانت دار السرايا بحاجة إلى ترميم فبادر إبراهيم باشا إلى ذلك. وتكون مبنى السرايا من طابقين أثنين مع طابق تحت الأرض. واستعمل الطابق تحت الأرض كسجن ومعتقل للمدينة. في حين استعمل الطابق الأرضي مكاتب للموظفين الذين أشرفوا على إدارة المدينة ومرافقها المختلفة مثل الجمارك والإدارة المالية والبلدية. وبقي الحال هكذا إلى أن بدأت المدينة تشهد حالات من التوسع والامتداد وبالتالي إلى ضرورة تخصيص مبان أخرى لأمور إدارية متخصصة، بما فيها إدارة البلدية مثلا. وكان السرايا في الجهة الشرقية من المدينة، قريبًا من الميناء القديم لحيفا، وقريبا من شاطئ البحر. واعتبرت السرايا مركزًا مهمًا في سياق الحياة اليومية العامة. وانتشرت أمام السرايا ساحة كبيرة نسبيًا، وامتدت حتى بلغت أمام مسجد الجرينة (جامع حيفا الكبير) وبرج الساعة الذان شيدا لاحقا. كذلك إنعقدت في السرايا جلسات المجلس القضائي للمدينة والقضاء.
ولما انتهى الحكم العثماني عن حيفا في العام 1918، جعل الإنجليز من دار السرايا مقرًّا لحكمهم إلى أن شيّدوا مبنى آخر مقابل دار البلدية الحالية في طرف الهادار.

## هدم المبنى

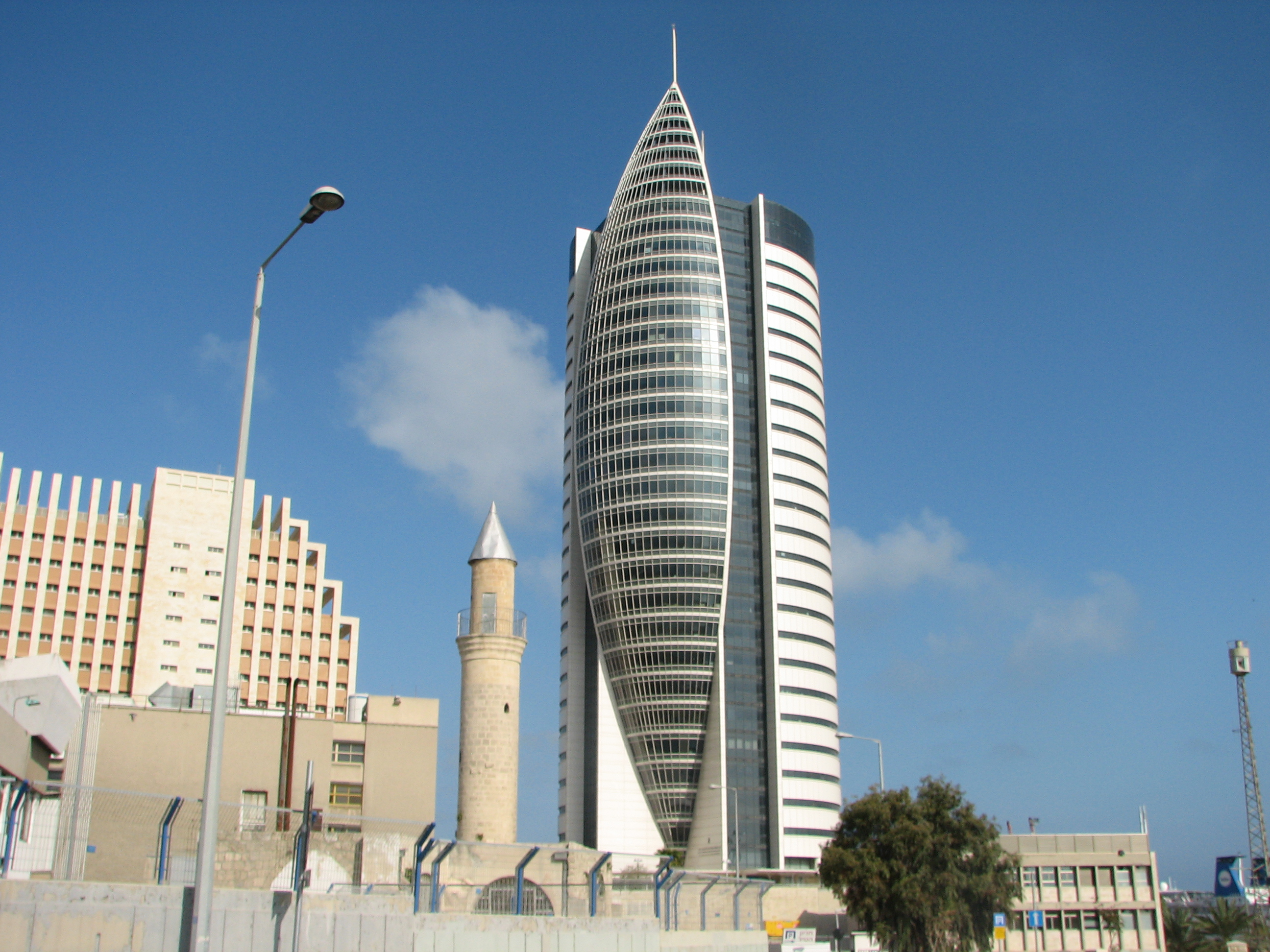
برج الشراع الذي تم بناؤه في مكان السرايا بعد هدمها. يظهر بالصورة المسجد الصغير.

بعد انسحاب بريطانيا من فلسطين عام 1948 واستيلاء إسرائيل على أحياء المدينة، قامت بلدية حيفا الإسرائيلية بهدم المبنى ضمن مشروع شيكمونا في العام 1949، وملخصه هدم كل البلدة القديمة ما عدا المباني الدينية والعامة، وذلك لمنع عودة العرب ولشق طريق يربط بين شرق المدينة وغربها، ولتجديد معالم المدينة لتكون يهودية وليست عربية.
في عام 2002 تم بناء ناطحة سحاب على أنقاض سرايا حيفا، وهو برج الشراع الذي يقع بمحادية شارع الاستقلال في البلدة القديمة، ومع نهاية بنائه أصبح المبنى الأكثر ارتفاعاً في حيفا وشمال إسرائيل حتى 2003.

## وصلات خارجية
- عينك على حيفا - جولة في حيفا القديمة | جمعية الشباب العرب بلدنا نسخة محفوظة 14 ديسمبر 2017 على موقع واي باك مشين.